# Petrus en Pauluskerk (Soest)
De Petrus en Pauluskerk is een kerkgebouw met de status van rijksmonument aan het Kerkplein in Soest. Het gebouw en de geloofsgemeenschap maken sinds 2011 deel uit van de rooms-katholieke parochie HH. Martha en Maria.
De kerk werd gebouwd in 1852 en ontworpen door architect Theo Molkenboer uit Leiden. De eerste pastoor van de kerk was Steenhoff, naar wie de Steenhoffstraat in Soest genoemd is. In 1968 is de kerk afgebroken, waarbij de voorgevel met klokkentoren behouden bleef. Achter de oude gevel is een nieuwe kerkzaal gebouwd en gedeelte ingericht met elementen uit de oude kerk, zoals de preekstoel en de altaren.
In 1924 is de kerk gerestaureerd. Op het pleintje aan de Steenhoffstraat staat sinds 1995 een beeld van de apostelen Paulus en Petrus.
De bij de kerkgemeenschap behorende Begraafplaats Dalweg met poortgebouw is het oudste nog in gebruik zijnde kerkhof van Soest.